# White Nights
White Nights is een dramafilm over ballet uit 1985, opgenomen in Finland onder regie van Taylor Hackford. Lionel Richie won voor zijn nummer Say You, Say Me hierin een Academy Award voor Beste Originele Nummer en een Golden Globe.

## Verhaal
De zwarte Amerikaanse tapdanser Raymond Greenwood (Gregory Hines) is overgelopen naar de Sovjet-Unie om discriminatie te ontvluchten. Daar raakt hij bevriend met de Russische balletdanser Nikolai 'Kolya' Rodchenko (Mikhail Baryshnikov), die is overgelopen naar het Westen. Rodchenkos oude vlam en voormalig ballerina Galina Ivanova (Helen Mirren) is in de Sovjet-Unie gebleven.
Nadat een vliegtuig met daarin Nikolai een gedwongen landing moet maken in Siberië wordt hij herkend door de KGB als overloper. De danser wordt naar Leningrad gebracht, waar de Sovjets het talent van de balletdanser willen uitbuiten. Daar ontmoet hij Raymond Greenwood. Na een periode van discriminatie en artistieke wrijving, worden de twee dansers (en overlopers) goede vrienden. Raymond helpt uiteindelijk met een ontsnapplan voor Nikolai.
Nikolai loopt tegen het einde van de film opnieuw over, wat een voorteken is van de latere val van de Sovjet-Unie (net als in de film Rocky IV). De film is niet alleen bekend vanwege de dans van Hines en Baryshnikov, maar ook vanwege de nummers Say You, Say Me van Lionel Richie en Separate lives van Phil Collins en Marilyn Martin.

## Rolverdeling
| Acteur              | Personage         | Opmerkingen          |
| ------------------- | ----------------- | -------------------- |
| Mikhail Baryshnikov | Nikolai Rodchenko |                      |
| Gregory Hines       | Raymond Greenwood |                      |
| Jerzy Skolimowski   | Kolonel Chaiko    | KGB                  |
| Helen Mirren        | Galina Ivanova    |                      |
| Isabella Rossellini | Darya Greenwood   | De vrouw van Raymond |
| Geraldine Page      | Anne Wyatt        |                      |
| John Glover         | Wynn Scott        |                      |

## Trivia
- Regisseur Taylor Hackford ontmoette zijn toekomstige vrouw Mirren op de set van White Nights. Als jonge vrouw had Mirren geroepen nooit te willen trouwen, maar na twaalf jaar samenzijn trouwden de twee op 31 december 1997 in Schotland in de Ardersier Parish-kerk, dicht bij Inverness.[1]